# Journals (album)
Journals è una raccolta del cantante canadese Justin Bieber, pubblicata il 23 dicembre 2013 dalla Island Records.
Non è mai stato rilasciato in copia fisica durante il periodo di uscita. La prima versione fisica dell'album è stata pubblicata nel 2016 sotto forma di doppio vinile in Europa e America mentre in Giappone è stata rilasciata, sempre nel 2016, una versione in CD e un cofanetto Deluxe contenente un quaderno.

## Tracce
1. Heartbreaker – 4:22 (Justin Bieber, Brandon Green, Tony Scales, Xavier Smith)
2. All That Matters – 3:11 (Justin Bieber, Andre Harris, Jason Boyd, Donovan Knight)
3. Hold Tight – 4:14 (Justin Bieber, Dominic Jordan, James Giannos, Jason Boyd)
4. Recovery – 3:02 (Justin Bieber, Dominic Jordan, James Giannos, Boyd, Craig David, Mark Hill)
5. Bad Day – 2:25 (Justin Bieber, Ernest Isley, Marvin Isley, O'Kelly Isley, Ronald Isley, Rudolph Isley, Boyd, Christopher Jasper, Jordan Giannos)
6. All Bad – 3:02 (Justin Bieber, Ryan Toby, Harris Boyd)
7. PYD (feat. R. Kelly) – 5:17 (Robert Kelly, Justin Bieber, Boyd, Jordan, Jamal Rashid, Giannos, Sasha Sirota)
8. Roller Coaster – 3:20 (Rodney Jerkins, Justin Bieber, Julian Swirsky, Josh Gudwin)
9. Change Me – 2:47 (Justin Bieber, Andre Harris, Jason Boyd)
10. Confident (feat. Chance the Rapper) – 4:08 (Justin Bieber, Kenne, Maurice "Verse" Simmonds, Chancelor Bennett)
11. One Life – 4:02 (Justin Bieber, Brandon Green, Tony Scales, Drake)
12. Backpack (feat. Lil Wayne) – 4:11 (Justin Bieber, Nasri Atweh, Adam Messinger, Adrian Eccleston, Dwayne Carter)
13. What's Hatnin (feat. Future) – 3:28 (Justin Bieber, Kenneth Coby, Nayvadius Wilburn)
14. Swap It Out – 4:01 (Justin Bieber, Dominic Jordan, James Giannos, Jason Boyd)
15. Memphis (feat. Big Sean) – 3:44 (Justin Bieber, Thomas Wesley Pentz, Brandon Green, Sean Anderson, Friedrich Moritz)
16. All That Matters (Video) – 3:41
17. Justin Bieber's Believe (Trailer) (Video)
18. Guatemala Pencils of Promise Journal (Video)

## Classifiche
| Classifica (2013) | Posizione massima |
| ----------------- | ----------------- |
| Australia         | 35                |
| Belgio (Fiandre)  | 27                |
| Belgio (Vallonia) | 54                |
| Danimarca         | 2                 |
| Finlandia         | 33                |
| Francia           | 174               |
| Irlanda           | 64                |
| Italia            | 38                |
| Norvegia          | 2                 |
| Regno Unito       | 46                |